# Champagny
Champagny település Franciaországban, Côte-d’Or megyében. Lakosainak száma 27 fő (2022. január 1.). Champagny Poncey-sur-l’Ignon, Saint-Seine-l’Abbaye, Vaux-Saules és Bligny-le-Sec községekkel határos.

## Népesség
A település népességének változása:
| Lakosok száma | 33   | 28   | 27   | 38   | 29   | 27   | 27   | 27   | 26   | 27   |
|               | 1968 | 1982 | 1999 | 2006 | 2012 | 2015 | 2017 | 2018 | 2020 | 2022 |